# Gemitus Britannorum
Gemitus Britannorum (verzuchting van de Britten) is de naam waarop een verzoekschrift van de inwoners van Britannia uit het midden van de vijfde eeuw bekendstaat. Het is vooral van belang omdat het een van de weinige dateerbare gegevens over Brittannië in deze periode is.
Gildas meldt, dat de Britten een verzoekschrift richtten aan ene Agitius, een belangrijke Romein. Hierin werd verzocht om hulp tegen de barbaren (Picten, Schotten, Ieren, Saksen en/of Angelsaksen) (Gildas, 20; cf. Geoffrey van Monmouth, VI 3.):

"Agitio ter consuli gemitus Britannorum;" [...] "repellunt barbari ad mare, repellit mare ad barbaros; inter haec duo genera funerum aut iugulamur aut mergimur;"

"Aan Agitius, drie maal consul, (is) het gezucht van de Britten" (...) "de barbaren jagen ons naar de zee, de zee jaagt ons naar de barbaren; tussen deze twee doodsveroorzakers zullen we of de keel worden afgesneden of verdrinken."

'Agitius' is ongetwijfeld Aetius, de West-Romeinse legerleider. Omdat Aetius in 446 voor de derde, en in 454 voor de vierde keer consul werd, kunnen we deze brief dateren aan deze respectievelijke terminus post quem (tijd waarna iets [was]) en terminus ante quem (tijd waarvoor iets [was]).